# 塞尔策
塞尔策（德語：Seelze，發音：[ˈzeːltsə] ⓘ）是德国下萨克森州汉诺威地区的城市，面积54.08平方千米，2023年12月31日人口为34,798人。